# Caso Elídia Geraldo
O Caso Elídia Geraldo foi um assassinato ocorrido em Ubá no dia 2 de julho de 2019, quando Elídia foi estrangulada por sua amiga Caroline de Paula Dini, enquanto seu ex-namorado e namorado de Caroline, Igor Resende Lana, assistia. Caroline era uma moderadora do imageboard Dogolachan e o casal foi acusado de satanismo. 
Ela, como seus assassinos, era usuária de drogas e no dia do crime os três haviam saído juntos após uma festa para consumirem entorpecentes.
Em 26 de setembro de 2024, ambos foram condenados a 18 anos de prisão por homicídio triplamente qualificado e ocultação de cadáver.

## Contexto

### Vítima
Elídia Geraldo era a filha mais nova de Adeir José Geraldo e Maria Aparecida Geraldo, e tinha três irmãos. Ela sofria de depressão e já havia tentado cometer suicídio, por isso usava remédio controlado; também não costumava contar para os pais os locais que frequentava e quem eram seus amigos, e teve diversos namorados. Na época do crime, ela tinha 19 anos e trabalhava auxiliando uma idosa no prédio onde morava.

### Réus
Caroline de Paula Dini tinha a mesma idade de Elídia e desde criança era envolvida com chans (fóruns online de debates onde geralmente são postados tópicos e imagens ofensivas, que o UOL chamou de "locais propícios para uma cultura de ódio e um ambiente de crimes e ameaças") por, de acordo com ela, sofrer bullying, apanhar, ser isolada e "traída" e se interessar por "pornografia bizarra" e gore. Caroline também era conhecida por suas posições antifeministas e alegou ser borderline e sofrer de esquizofrenia. Ela inicialmente foi perseguida pelos channers e por eles era conhecida como Emma ou Maria Dolores, e chegou a gravar vídeos enfiando um crucifixo na vagina, acusando um desconhecido de estupro. Em outra ocasião disse ter sido estuprada por Gustavo Guerra, um neonazista membro do fórum, e que teria gostado da experiência. Em 2017, simulou seu suicídio para escapar dos channers. Lola Aronovich e uma conhecida tentaram ajudá-la e conseguiram o auxílio de um agente da ABIN, mas Caroline dedurou o esquema para Marcelo Valle Silveira Mello, criador do Dogolachan, imageboard envolvido em diversos assassinatos e intimidações, e tornou-se moderadora do site. Ela também acusou Arthur Lopes, que em 2024 foi candidato a vice-prefeito de Brasília pelo Partido da Causa Operária (PCO), de ter espalhado "fotos horríveis" suas na internet.
Igor Resende Lana era ex-namorado de Elídia, de quem continuava amigo, e tinha 20 anos na época do assassinato.

## Crime

### Desaparecimento
No dia 2 de julho de 2019, Elídia Geraldo voltou do trabalho e saiu de casa no bairro Peluso por volta das 18h30 para ir encontrar Caroline e Igor na Praça das Mercês e ir à festa de aniversário da cidade no Horto Florestal. Ela disse a sua mãe que não ficaria na festa mais do que algumas horas e não levou seu remédio para depressão, alegando que tomaria o medicamento quando voltasse. Também disse que voltaria cedo pois precisava acordar no dia seguinte às nove da manhã para ir trabalhar. Lá, foi vista com um casal de amigos na frente da Praça dos Esportes, onde foram para a festa de Uber. No dia seguinte, o casal visitou a família às 17h00 e disse que Elídia teria ficado com o celular da garota, pois ela não estava com sua bolsa na ocasião. Os pais chegaram a procurá-la na casa de amigas, em hospitais e em seu trabalho, então fizeram boletim de ocorrência na Polícia Judiciária Civil. Ela foi oficialmente dada como desaparecida no dia 6. Foram realizadas várias buscas nos municípios próximos da região de Ubá, mas Elídia não foi encontrada. Até então, a polícia suspeitava que Elídia poderia ter cometido suicídio.
No dia 13 de julho, Lola Aronovich recebeu e-mails anônimos e mensagens em seu blog afirmando que a jovem havia sido assassinada por Caroline e Igor. Lola repassou as informações para a Polícia Federal e a ABIN.

### Descoberta do corpo
No dia 22 de julho, seu tio, Adílio José Geraldo, buscava por ela quando sentiu mau cheiro perto de um supermercado próximo à MGT-265 e encontrou o corpo da sobrinha coberto pela vegetação. Ele acionou a Polícia Militar, que compareceu ao local do crime junto com a perícia técnica da Polícia Civil. O corpo foi identificado pela família e liberado para a funerária, e foi registrado um boletim de ocorrência. O corpo estava de barriga para baixo com a calça arriada.
No dia 23, a Delegacia de Homicídios da 2ª Regional de Ubá abriu um inquérito para investigar o caso. No mesmo dia, o delegado Alexandrino Rosa de Souza ouviu depoimentos de familiares e outras testemunhas.

## Desdobramentos

### Acusação de satanismo
No dia 12 de julho, a família cedeu uma entrevista para o jornalista Amarildo Oliveira Netto, da Rádio Educadora. Dois dias depois, Amarildo recebeu uma denúncia anônima que revelou os nomes dos suspeitos do assassinato ao público, Caroline e Igor, e acusava Caroline de ser uma sádica psicopata que era fã de casos de sequestro, tortura e abusos. Também a acusava de ser moderadora do Dogolachan e do jogo Baleia Azul e já ter torturado e matado animais de pequeno porte, como cães e gatos. "Em último caso, ela sempre quis chegar a matar e comer carne humana, principalmente de mulheres com o perfil da Elídia ou outras pessoas indefesas, como crianças e bebês". Ambos chegaram a prestar queixa de calúnia e difamação na polícia por conta das acusações.
As fotos do casal circularam as redes sociais, e eles foram acusados de satanismo. Também circulou um vídeo onde Caroline estrangulava um cachorro. Foi aberto um inquérito policial para averiguar a veracidade do vídeo. O jornal Ubá News acusou o assassinato como sendo parte de um ritual satânico. A polícia, porém, disse que não há evidências que apontem para a hipótese.

### Prisões
As investigações seguiram em sigilo, sob o comando do delegado Bruno Salles. No dia 12 de agosto, a Polícia Civil deflagrou a operação "Quem É Como Deus", realizada junto com as delegacias de Crimes contra a Vida, Tóxicos, Agência de Inteligência e apoio da Delegacia de Polícia Civil de Tocantins. A operação foi batizada em dedicação ao arcanjo São Miguel, padroeiro da Polícia Civil. Foram cumpridos dois mandados de prisão temporária e cinco de busca e apreensão nos bairros São Domingos, Xangrilá e Centro. A polícia anunciou a prisão de um casal de vinte anos, sem dar mais esclarecimentos. A prisão foi decretada após a polícia encontrar mentiras e contradições no depoimento do casal durante as investigações. Os réus voltaram ao local do crime dez dias depois, dizendo que iriam comprar bebidas alcoólicas.

### Confissão
A reconstrução do crime foi feita com imagens de segurança dos arredores e a confissão do casal. Elídia e Caroline saíram para a festa no Horto Florestal. Lá, Caroline guiou Elídia para o local do crime, onde Igor estaria esperando por elas para que ele e Caroline pudessem usar cocaína. Eles permaneceram no local das 23h30 até às 2h00, e em certo momento Caroline teria tido um surto psicótico e estrangulou Elídia. Igor teria tentado interferir, mas foi repreendido por Caroline e assistiu ao assassinato passivamente. Depois, Caroline retirou a calcinha de Elídia para parecer que foi um caso de estupro e atrapalhar as investigações. Apesar disso, a polícia não descartou outras possibilidades sobre como o assassinato de fato ocorreu na cena do crime por essa parte da reconstrução ter sido feita apenas com o relato dos réus, e há a possibilidade do crime ter sido premeditado.

### Julgamento
O processo corre em segredo na justiça. Há a possibilidade que o casal seja julgado em júri popular com pena de 12 a 30 anos por homicídio qualificado e ocultação de cadáver. Em 13 de setembro de 2019, a prisão do casal foi prorrogada. A defesa entrou com recurso para a revogação da prisão cautelar de Caroline ou a implementação de outras medidas cautelares por ela estar presa por mais tempo do que o admitido pela lei. O pedido foi negado sob o argumento que o julgamento foi adiado pelas restrições causadas pela pandemia de COVID-19.
Foi notificado que o julgamento aconteceria em julho de 2022, porém a notícia é falsa.
Em 26 de setembro de 2024, ambos foram condenados a 18 anos de prisão cada por homicídio triplamente qualificado e ocultação de cadáver. Caroline foi presa na Penitenciária José Edson Cavalieri em 19 de março de 2020 e Igor foi preso no Presídio de Ervália desde 1 de abril de 2022. O julgamento aconteceu no Fórum Desembargador Câncio Prazeres. Durante a investigação, Caroline foi descrita como "fria", manteve perfis falsos para enviar ameaças, e tirou selfie na delegacia; porém, durante o julgamento, ambos disseram estar arrependidos e Caroline afirmou não se lembrar do que tinha acontecido.